# Kum (FFH-Gebiet)
Das Fauna-Flora-Habitat-Gebiet Kum liegt im östlichen Slowenien. Das etwa 60 km² große Schutzgebiet umfasst die Landschaft um den Kumberg südlich der Saveschlucht sowie des Savezuflusses Sopota bis zu dessen Ursprung bei Velika Preska. Die hügelige Landschaft wird von einem Mosaik aus Waldflächen und landwirtschaftlich überwiegend extensiv genutzten Flächen bestimmt. Das Gebiet gilt als bedeutender Trittstein zwischen den Alpen und dem Dinarischen Gebirge. Es ist zudem einer der wenigen Wuchsorte der Becherglocke in Slowenien.
Das Gebiet überschneidet sich zum Teil mit dem europäischen Vogelschutzgebiet Posavsko hribovje. 

## Schutzzweck

### Lebensraumtypen
Folgende Lebensraumtypen nach Anhang I der FFH-Richtlinie sind für das Gebiet gemeldet:
| EU Code | * | Lebensraumtyp (offizielle Bezeichnung)                                                                                            | Fläche (ha) |
| ------- | - | --- | ----------- |
| 6210    | * | Naturnahe Kalk-Trockenrasen und deren Verbuschungsstadien (Festuco-Brometalia) (besondere Bestände mit bemerkenswerten Orchideen) | 247         |
| 9110    |   | Hainsimsen-Buchenwald (Luzulo-Fagetum)                                                                                            | 186         |
| 9180    | * | Schlucht- und Hangmischwälder (Tilio-Acerion)                                                                                     | 500         |
| 91K0    |   | Illyrische Rotbuchenwälder (Aremonio-Fagion)                                                                                      | 2.750       |
| 91R0    |   | Waldkiefernwälder der dinarischen Dolomiten (Genisto januensis-Pinetum)                                                           | 238         |

### Arteninventar
Folgende Arten von gemeinschaftlichem Interesse kommen im Gebiet vor:
| Bild                    | EU Code | * | Art                     | wissenschaftlicher Name     | Artengruppe    |
| ----------------------- | ------- | - | ----------------------- | --------------------------- | -------------- |
| Becherglocke            | 4068    |   | Becherglocke            | Adenophora lilifolia        | Pflanzen       |
| Steinkrebs              | 1093    | * | Steinkrebs              | Austropotamobius torrentium | Krebse         |
| Mopsfledermaus          | 1324    |   | Mopsfledermaus          | Barbastella barbastellus    | Säugetiere     |
| Spanische Flagge        | 1078    | * | Spanische Flagge        | Callimorpha quadripunctaria | Schmetterlinge |
| Grubenlaufkäfer         | 4014    |   | Grubenlaufkäfer         | Carabus variolosus          | Käfer          |
| Goldener Scheckenfalter | 1065    |   | Goldener Scheckenfalter | Euphydryas aurinia          | Schmetterlinge |
| Trauerbock              | 1089    |   | Trauerbock              | Morimus funereus            | Käfer          |
| Großes Mausohr          | 1324    |   | Großes Mausohr          | Myotis myotis               | Säugetiere     |
| Grüne Flussjungfer      | 1037    |   | Grüne Flussjungfer      | Ophiogomphus cecilia        | Libellen       |
|                         | 1303    |   | Kleine Hufeisennase     | Rhinolophus hipposideros    | Säugetiere     |
| Alpenbock               | 1087    | * | Alpenbock               | Rosalia alpina              | Käfer          |